# Бонвичини, Пьетро
Пье́тро Бонвичи́ни (итал. Pietro Bonvicini), также Буонвичи́ни (Buonvicini), Бонвичи́но (Bonvicino), Буонвичи́но (Buonvicino; 1741, Лугано — 1796, Турин) — швейцарский и итальянский архитектор.

## Биография
Родился около 1741 года в Лугано (современная Швейцария). Подробности биографии известны слабо. Работал преимущественно в Пьемонте. Профессиональную деятельность начинал как ученик и помощник итальянского архитектора Филиппо Николиса ди Робиланта в Турине, также в 1771—1779 годах участвовал в работах над приходской церковью в Каральо, а в 1778 году участвовал в создании фасада и атриума палаццо Гоццани в Казале-Монферрато, однако оценить степень его личного вклада в эти здания не представляется возможным. В качестве помощника Карло Андреа Раны с 1764 по 1786 годы (по другим данным — с 1780 по 1781 годы) принимал участие в работах над церковью Санти-Микеле-э-Солуторе в Страмбино.

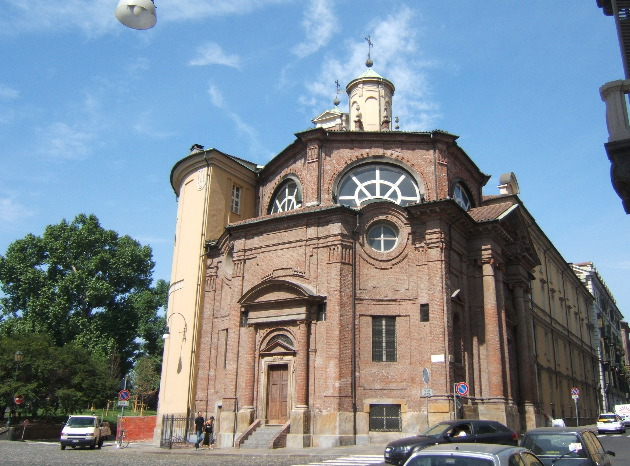
Церковь Сан-Микеле в Турине

Наиболее важным зданием, построенным Бонвичини в качестве архитектора, считается церковь Сан-Микеле в Турине, построенная в 1784—1791 годах. Сохранились три чертежа, выполненные рукой Бонвичини и представленные городским властям перед строительством этой церкви. Также сохранились его записи 1788 года относительно реконструкции туринского палаццо Кариньяно, которая производилась Филиппо Николисом ди Робилантом. 1790-е годы участвовал также в реконструкции некоторых других туринских палаццо и церквей. Скончался в Турине в 1796 году.